# Mussaenda glabra
Mussaenda glabra là một loài thực vật có hoa trong họ Thiến thảo. Loài này được Vahl mô tả khoa học đầu tiên năm 1794.